# كنيسة تشوبان

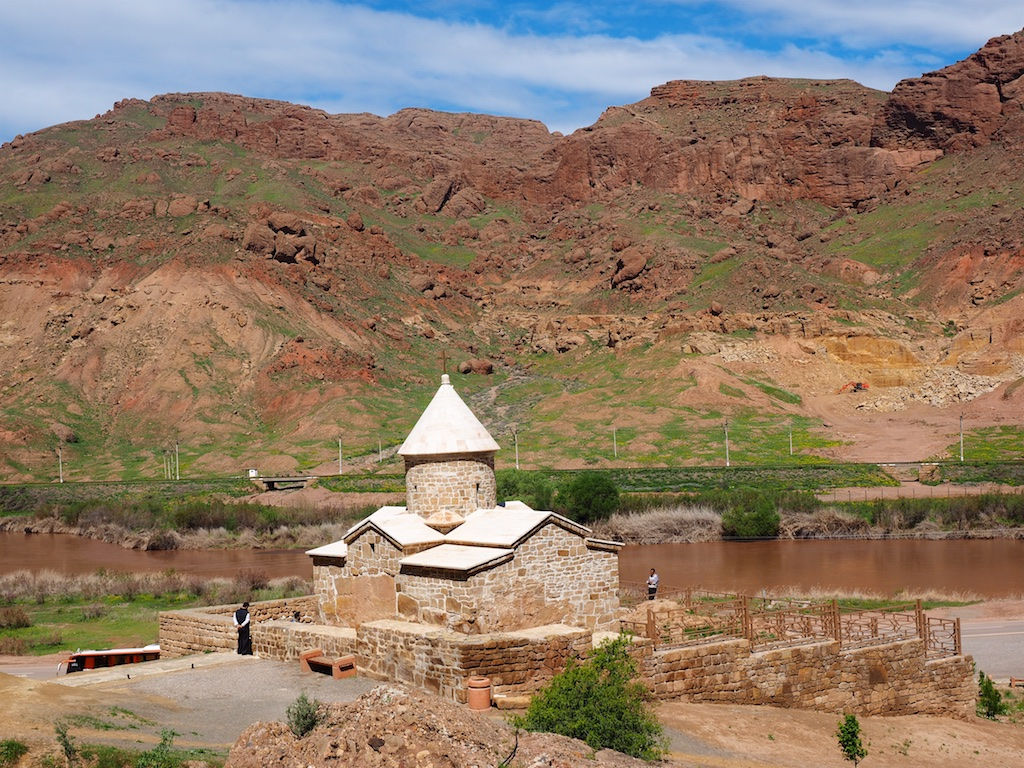
كنيسة تشوبان في محافظة جلفا، إيران.

كنيسة تشوبان  هي عبارة عن مبنى كنيسة أرمينية صغيرة تاريخية في وادي جبلي غربي جلفا بالقرب من نهر آراس في مقاطعة أذربيجان الشرقية ، إيران . تم بنائها في القرن السادس عشر وتم إعادة ترميمها في عام 1836. وهي جزء من قائمة مواقع التراث العالمي لليونسكو «التراث الأرميني».